# Leptogomphus palawanus
Leptogomphus palawanus là loài chuồn chuồn trong họ Gomphidae. Loài này được Asahina mô tả khoa học đầu tiên năm 1968.